# Josep Padró
Josep Padró Parcerisa (Barcelona, 1946), es doctor en Filosofía y Letras (especialidad de Historia) por la Universidad Autónoma de Barcelona (UAB) desde 1975, obteniendo premio extraordinario. 

## Biografía
Catedrático de Historia Antigua en la Universidad de Barcelona (UB), ha sido profesor en ella, en la Universidad de Lisboa y en la UNED (Madrid). Ha realizado numerosas excavaciones arqueológicas en Europa y África (Oxirrinco y Heracleópolis Magna en Egipto) y actualmente es director de la excavación de Oxirrinco. También es miembro de varios Institutos y Sociedades de Egipto Antiguo y del Próximo Oriente Antiguo. 

## Publicaciones
Es autor de unas trescientas publicaciones y libros, destacando los siguientes:
- Egyptian-type documents from the Mediterranean littoral of the Iberian Peninsula before the Roman conquest. Leiden (Holanda), 1980-85.
- Escarabeos del Museo Arqueológico de Ibiza, en colaboración con Jorge H. Fernández, Madrid, 1982.
- Amuletos de tipo egipcio del Museo Arqueológico de Ibiza, en colaboración con Jorge H. Fernández, Ibiza, 1986.
- El poblado ibérico del Tossal del Moro de Pinveres (Batea, Terra Alta, Tarragona), con Oswaldo Arteaga y E. Sanmartí, Barcelona, 1990.
- Apunts de llengua Egípticia clàssica, Barcelona, 1998, 2000, 2ª edición.
- Historia del Egipto faraónico, 1999. Alianza Editorial, S.A. ISBN 84-206-8190-3.
- Études historico-archéologiques sur Héracléopolis Magna. La nécropole de la muraille méridionale, Barcelona, 1999.
- Excavacions arqueològiques a Júlia Líbica (Llívia, La Cerdanya), Girona, 2000.
- El Egipto del Imperio Antiguo, Madrid, 2005, ISBN 84-95921-97-9

## Publicaciones completas
- Padró i Parcerisa, Josep (1978). El déu Bes: Introducció al seu estudi.
- Padró i Parcerisa, Josep (1971). Breus notes sobre els escarabeus i escaraboids de la necròpolis de Can Canyis.
- Padró, Josep (1970). Algunas consideraciones sobre las primeras relaciones griegas con Egipto.
- Padró, J. (1971). «El 150 aniversario del desciframiento de los jeroglíficos por J.-F. Champollion.». Ampurias. 33-34: 423-424.
- Padró, J. (1971). «Un escarabeo de ámbar procedente de la excavaciones de Rhode.». Ampurias. 33-34: 293-295.
- Padró i Parcerisa, Josep (1981). «Las divinidades egipcias en la Hispania romana y sus precedentes.».  En undefinedAnonymous (ed.), ed. La Religión romana en Hispania (symposio organizado por el Instituto de Arqueología "Rodrigo Caro" del C.S.I.C. del 17 al 19 de diciembre de 1979). Madrid: Subdirección General de Arqueología del Ministerio de Cultura. pp. 335-352. ISBN 84-7483-238-1.
- Padró i Parcerisa, Josep (1974). A propósito des escarabeo de la Solivella (Alcalá de Xivert.
- Padró Parcerisa, J. (1973). «Una estatua en Barcelona en el siglo XVII.». Ampurias 35: 175-202.
- Padró Parcerisa, J. (1974). «Los escarabeos de Empórion.».  En Eduardo Ripoll Perelló (ed.), ed. Miscelánea arqueológica: XXV aniversario de los Cursos Internacionales de Prehistoria y Arqueología en Ampurias, (1947-1971). vol. 2. Barcelona: Diputación Provincial de Barcelona, Instituto de Prehistoria y Arqueología. pp. 113-125.
- Padró i Parcerisa, Josep (1975). Los objetos de tipo egipcio de la necrópolis de "El Molar" (Sant Fulgenci.
- Padró i Parcerisa, Josep (1975). «Precisiones sobre la identificacion del cartucho de un rey Sheshonq en Almuñécar.».  En undefinedAnonymous (ed.), ed. XIII Congreso Nacional de Arqueología, Huelva, 1973. Zaragoza: Secretaría General de los Congresos Arqueológicos Nacionales, Seminario de Arqueología, Universidad de Zaragoza. pp. 751-758. ISBN 84-400-8890-6.
- Padró i Parcerisa, José (1976). Los materiales de tipo egipcio del litoral mediterraneo de la Peninsula Iberica. Barcelona: Universidad Autónoma de Barcelona. Facultad de Letras.
- Padró i Parcerisa, Josep (1977). «Los decretos trilingües Ptolemaicos y su importancia para la comparación de las estructuras políticas y sociales del Egipto faraónico y helenístico .». Memorias de Historia Antigua 1: 55-63.
- Padro i Parcerisa, Josep (1976). L'Egipte antic i Catalunya. Lleida: Artis Estudis Grafics.
- Padró, Josep (1983). «Un fragmento de estatua egipcia procedente de Narbona.».  En undefinedAnonymous (ed.), ed. Homenaje al Prof. Martín Almagro Basch 2. Madrid: Ministerio de Cultura. pp. 245-252. ISBN 84-7483-346-9.
- Padró i Parcerisa, J.; Sanmartí-Grego, E. (1978). «Monuments relatifs aux cultes à l'époque romaine du Musée Archéologique de Barcelone.».  En Margreet B. de Boer, T. A. Edridge (eds.), ed. Hommages à Maarten J. Vermaseren: recueil d'études offert par les auteurs de la série Études préliminaires aux religions orientales dans l'empire romain à Maarten J. Vermaseren à l'occasion de son soixantième anniversaire le 7 Avril 1978 2. Leiden: E. J. Brill. pp. 915-921.
- Padró [i Parcerisa], J. (1979). «A propos des trouvailles égyptiennes dans la Péninsule Ibérique: considérations sur les relations de l'Égypte avec l'Occident de l'Europe à la Basse Epoque.».  En Walter F. Reineke (ed.), ed. Acts: First International Congress of Egyptology, Cairo October 2-10, 1976. Berlin: Akademie-Verlag. pp. 507-514.
- Ripoll Perelló, Eduardo; Padró Parcerisa, J. (1979). «Una estatua de época ptolemaica procedente de Alejandria en el Museo arqueológico de Barcelona.». Ampurias. 41-42: 421-425.
- Padró Parcerisa, J. (1979). «Ingrés d'una collecció d'amulets egipcis al museu d'arqueologia de Barcelona.». Ampurias. 41-42: 417-419.
- Padró, J. (1981). «Deux possibles mentions des quatre éléments dans la littérature égyptienne classique (Mérikarê, p. 131-132 et Sinouhé, B, 233-234).». Faventia 2 (2): 5-17.
- Padró i Parcerisa, Josep (1981). Los escarabeos y el escaraboide de la necrópolis des Mas de Mussols (La Palma.
- Padró i Parcerisa, Josep (1980). Egyptian-type documents from the Mediterranean littoral of the Iberian Peninsula before the Roman conquest. Études préliminaires aux religions orientales dans l'Empire romain 65. Leiden: E. J. Brill.
- Padró i Parcerisa, Josep (1976). «Datos para una valoración del "factor egipcio" y de su incidencia en los orígenes del proceso de iberización.». Ampurias. 38-40: 487-509.
- Fernández, Jorge H.; Padró, Josep (1982). Escarabeos del Museo Arqueológico de Ibiza. Trabajos del Museo Arqueológico de Ibiza 7. Madrid: Ministerio de Cultura.
- Padró, J. (1983). «Las inscripciones egipcias de la Dinastía XXII procedentes de Almuñécar (Provincia de Granada).». Aula orientalis 1 (2): 215-225.
- Padró, Josep (1987). «Le rôle de l'Égypte dans les relations commerciales d'Orient et d'Occident au premier millénaire.». Annales du Service des Antiquités de l'Égypte 71: 213-222.
- Padró, Josep (1983). «Amuletos y divinidades egipcios en la Hispania prerromano.».  En José María Blázquez (ed.), ed. Religiones prerromanas. Madrid: Ediciones Cristiandad. pp. 465-473. ISBN 84-7057-333-0.
- Padró, J. (1983). «Los Fenicios y la distribución de objetos egipcios en el extremo occidente mediterráneo.».  En Sandro Filippo Bondì, Federico Mazza, Paolo Xella], Piero [Bartoloni, Gianna Coacci Polselli, Maria Teresa Francisi, Gesualdo Petruccioli (eds.), ed. Atti del I Congresso Internazionale di Studi Fenici e Punici: Roma, 5-10 Novembre 1979 1. Roma: Consiglio Nazionale delle Ricerche. pp. 67-75.
- Padró, Josep (1991). «Considérations sur un scarabée provenant de l'ancienne Lusitanie.». Hathor: estudos de egiptologia 3: 25-29.
- Padró Parcerisa, Josep; PADRO PARCERISA, Josep (1985). Nuevos Materiales Procedentes de la Necropolis del Cerro de San Cristobal (Almuñecar: Granada).
- Padró, Josep (1986). «La epigrafia egipcia de la Peninsula Iberica como fuente de la historia antigua de España.».  En undefinedAnonymous (ed.), ed. Epigrafia hispanica de epoca romano-republicana. Zaragoza: Fundación "Institucion Fernando el Catolico". pp. 7-15. ISBN 84-00-06342-2.
- Fernández, Jordi H.; Padró, Josep (1986). Amuletos de tipo egipcio del Museo Arqueológico de Ibiza. Trabajos del Museo Arqueológico de Ibiza 16. Eivissa, Baleares: Museo Arqueológico de Ibiza.
- Padró i Parcerisa, Josep (1986). «Las importaciones egipcias en Almuñécar y los orígenes de la colonización fenicia en la península iberica.».  En undefinedAnonymous (ed.), ed. Homenaje a Luis Siret (1934-1984). [Sevilla]: Consejería de Cultura de la Junta de Andalucía, Dirección General de Bellas Artes. pp. 526-529. ISBN 84-505-3511-5.
- Padró, Josep; Molina Fajardo, Federico (1986). «Un vase de l'époque des Hyksos trouvé à Almuñécar (Province de Grenade, Espagne).».  En undefinedInstitut d'égyptologie - Université Paul Valéry (ed.), ed. Hommages à François Daumas 2. Montpellier: Université de Montpellier. pp. 517-524. ISBN 2-905397-12-8.
- Padro, Josep (1986). «La mujer en el antiguo Egipto.».  En Elisa Garrido González (ed.), ed. La mujer en el mundo antiguo: actas de las V Jornadas de Investigación Interdisciplinaria. Madrid: Seminario de Estudios de la Mujer, Universidad Autónoma de Madrid. pp. 69-80. ISBN 84-7477-079-3.
- Padró, Josep (1986). Apropament a la dona de l'Egipte antic.
- Padró, J. (1987). «La transcripción castellana de los nombres propios egipcios.». Aula orientalis 5 (1): 107-124.
- Padró, Josep (1987). «Els més antics testimonis de l'arribada de vi a la Península Ibèrica.».  En undefinedAnonymous (ed.), ed. El vi a l'antiguitat: economica, producció i comerç al mediterrani occidental. Actes, I Col·loqui d'Arqueologia Romana. [Barcelona]: Museu de Badalona. pp. 40-41. ISBN 84-505-5914-6.
- Toda, Eduard; Padró, Josep (1990). L'Antic Egipte: documantació manuscrita. Orientalia Barcinonensia 8. Trinitat Montero (ed.). Sabadell: Ed. AUSA.
- Padró, Josep (1988). «Eduard Toda, diplomate espagnol, érudit catalan et égyptologue du XIXe siècle.». Bulletin de la Société Française d'Égyptologie 113: 32-45.
- Padró, Josep; Pérez-Die, Maria del Carmen (1989). «Travaux récents de la mission archéologique espagnole à Héracléopolis Magna.».  En Sylvia Schoske (ed.), ed. Akten des vierten Internationalen Ägyptologen Kongresses München 1985. Band 2: Archäologie, Feldforschung, Prähistorie. Hamburg: Buske. pp. 229-237.
- Padró, Josep; Piedrafita, Concepció (1992). «La transcripció catalana del noms propis egipcis.». Nilus. Butlletí de la Societat Catalana d'Egiptologia 1: 4-11.
- Padró, Josep (1988). «El antiguo Egipto y el Estrecho de Gibraltar.».  En Eduardo Ripoll Perelló (ed.), ed.  1. pp. 705-709.
- Padró, Josep (1987). La missió arqueològica espanyola a Egipte: Les excavacions a Heraclèopolis Magna.
- Padró, Josep (1988). «Heracleópolis Magna y el comercio fenicio en Egipto.». Espacio, tiempo y forma, serie 2: Historia antigua 1: 45-56.
- Padró Parcerisa, Josep (1989). «Les concepcions egípcies comparades amb les gregues: de la política a l'esport.».  En Domènec Campillo (ed.), ed. Egipte i Grècia: fonaments de la cultura occidental. Barcelona: Fundació Caixa de Pensions. pp. 9-25. ISBN 84-7664-205-9.
- Padró Parcerisa, Josep (1989). «Les influències egípcies sobre el món greco-romà: selecció bibliogràfica.».  En Domènec Campillo (ed.), ed. Egipte i Grècia: fonaments de la cultura occidental. Barcelona: Fundació Caixa de Pensions. pp. 179-184. ISBN 84-7664-205-9.
- Padró i Parcerisa, Josep (1991). Un joiell d'argent egiptitzant del Puig de la Nau de Benicarló (El Baix Maestrat).
- Padró, Josep (1991). Divinidades egipcias en Ibiza.
- Padró, Josep (1991). «La découverte d'objets égyptiens dans l'extrême Occident et l'histoire de son étude.».  En Silvio Curto, Cristina Morigi Govi, Sergio Pernigotti (eds.), ed. L'Egitto fuori dell'Egitto: dalla riscoperta all'Egittologia. Bologna: CLUEB (Cooperativa Libraria Universitaria Editrice Bologna). pp. 301-310.
- Padro, Josep (1992). «Jean-François Champollion y el nacimiento de la Egiptología.».  En Jesús-Luis Cunchillos, Miguel Ángel Elvira, Luis A. García Moreno, Esteban Llagostera, Francisco Martín Valentín, Josep Padró, María del Carmen Pérez Die, Antonio Pérez Largacha, Felipe Sen, Ana María Vázquez Hoys, F. Javier Gómez Espelosín (eds.), ed. De Narmer a Ciro (3150 a. C. - 642 d. C.). Alcalá de Henares: Universidad de Alcalá de Henares, Servicio de Publicaciones. pp. 9-15.
- Padró, J. (1992). «La tumba de Sehu en Heracleópolis Magna.». Aula orientalis 10 (1): 105-113.
- Padró, Josep (1992). «Mitología y teología en el antiguo Egipto.».  En Jesús-Luis Cunchillos, Miguel Ángel Elvira, Luis A. García Moreno, Esteban Llagostera, Francisco Martín Valentín, Josep Padró, María del Carmen Pérez Die, Antonio Pérez Largacha, Felipe Sen, Ana María Vázquez Hoys, F. Javier Gómez Espelosín (eds.), ed. De Narmer a Ciro (3150 a. C. - 642 d. C.). Alcalá de Henares: Universidad de Alcalá de Henares, Servicio de Publicaciones. pp. 79-82.
- Padró, Josep (1992). «La glíptica fenicio-púnica y los escarabeos de Ibiza.».  En undefinedAnonymous (ed.), ed. Producciones artesanales fenicio-púncias: VI Jornadas de Arqueología Fenicio-Púnicas (Ibiza 1991). Eivissa (Ibiza): Museo Arqueológico de Ibiza. pp. 65-74. ISBN 84-87143-06-7.
- Padró, Josep (1992). «Précisions sur deux momies de l'ancienne collection Toda.». Cadmo 2: 7-14.
- Leclant, Jean; Padró i Parcerisa, Josep (1995). New Egyptian-type documents from the Mediterranean littoral of the Iberian Peninsula before the Roman conquest. Orientalia Monspeliensia 8. Montpellier; Barcelona: Université Paul Valéry; Université de Barcelone - Societat Catalana d'Egiptologia.
- Padró, Josep (1992). «En record de Ricardo A. Caminos.». Nilus. Butlletí de la Societat Catalana d'Egiptologia 1: 24.
- Padró, Josep (1992). «Crònica de l'antic Egipte circa 3100 - 3000 a.C.». Nilus. Butlletí de la Societat Catalana d'Egiptologia 1: 25-26.
- Padró, Josep (1993). «Notes sur la tombe de Séhou à Héracléopolis Magna.».  En undefinedAnonymous (ed.), ed. Sesto Congresso internazionale di egittologia: atti 2. Torino: International Association of Egyptologists. pp. 377-381.
- Padró, Josep (1993). Consideraciones en torno a la divinidad hathórica en la Hispania prerromana.
- Padró, Josep (1993). La Mort a l'Egipte Faraònic.
- Padró, Josep (1993). L'Egipte Faraònic.
- Padró, Josep; Estrugas, Gemma (1993). «Excavaciones Arqueológicas en Oxirrinco, Egipto.». Revista de Arqueología 14 (146): 14-19.
- Padró, Josep; Hamza, Mahmud; Gonzálvez, Luis M.; Subias, Eva; Erroux-Morfin, Marguerite; Mascort, Ma. Teresa; Taulé, Ma. Angels; Ibrahim, Hassan (1993). «Informe preliminar sobre la campanya d'excavacions de 1992 al jaciment d'Oxirrinc (El Bahnasa, provincia de Minia).». Nilus. Butlletí de la Societat Catalana d'Egiptologia 2: 5-15.
- Padró, Josep; Sanmartí, Enric (1993). Serapis i Asclepi al món hel·lenístic: El cas d'Empúries.
- Padró i Parcerisa, Josep (1994). «Hathor dans l'Hispanie pré-romaine.».  En Catherine Berger, Gisèle Clerc, Nicolas Grimal (eds.), ed. Hommages à Jean Leclant 3. Le Caire: Institut français d’archéologie orientale. pp. 397-404. ISBN 2-7247-0134-8.
- Padró, Josep (1994). «Un escarabeo egipcio inédito procedente de Gibraltar.».  En Salvador Ordóñez, Pedro Sáez (eds.), ed. Homenaje al Profesor Presedo. Sevilla: Secretariado de Publicaciones de la Universidad de Sevilla. pp. 95-98. ISBN 84-472-0254-2.
- Padró, Josep (1994). «Crònica de l'Egiptologia 1790 - 1795.». Nilus. Butlletí de la Societat Catalana d'Egiptologia 3: 24-26.
- Padró, Josep (1994). «Editorial: qui ha de pagar les excavacions a Egipte?». Nilus. Butlletí de la Societat Catalana d'Egiptologia 3: 3.
- Padró Parcerisa, Josep (1994). Bibliografia Egiptològica Barcelonesa - I: Barcelona.
- Padró, Josep (1998). «Les relations commerciales entre l'Égypte et le monde phénico-punique.».  En Nicolas Grimal, Bernadette Menu (eds.), ed. Le commerce en Égypte ancienne. Le Caire: IFAO. pp. 41-58. ISBN 2-7247-0216-6.
- Padró, Josep (1995). «Editorial: el doctor Tarradell i l'Orientalisme.». Nilus. Butlletí de la Societat Catalana d'Egiptologia 4: 3-4.
- Padró, Josep (1995). «Crònica de l'Egiptologia 1796 - 1800.». Nilus. Butlletí de la Societat Catalana d'Egiptologia 4: 37-38.
- Padró, Josep; Merino, Juan Antonio; Puvill, Marta (1995). «Bibliografia egiptològica ibèrica (1991, 1992).». Nilus. Butlletí de la Societat Catalana d'Egiptologia 4: 23-35.
- Padró, Josep (1996). Historia del Egipto faraónico. Alianza Universidad 857. Madrid: Alianza.
- Padró, Josep (1996). El arte egipcio.
- Padró i Parcerisa, Josep (1996). La dona a l'antic Egipte.
- Padró, Josep (1996). Els escarabeus a la Serra de Crevillent.
- Padró, Josep (1996). «Crònica de l'Egiptologia 1801 - 1803 .». Nilus. Butlletí de la Societat Catalana d'Egiptologia 5: 30-31.
- Padró, Josep; Hamza, Mahmud; Marí, Lluis; Amer, Hassan Ibrahim; Mascort, Ma. Teresa (1996). «Informe preliminar sobre les campanyes arqueològiques de la Missió Mixta Catalano-Egípcia a Oxirrinc corresponents als anys 1995 i 1996.». Nilus. Butlletí de la Societat Catalana d'Egiptologia 5: 10-12.
- Padró, Josep (1996). Mahmud HAMZA.
- Padró, Josep; Merino, Juan Antonio; Puvill, Marta (1996). «Bibliografia egiptològica ibèrica (1990 i 1993).». Nilus. Butlletí de la Societat Catalana d'Egiptologia 5: 18-28.
- Padró, J.; Piedrafita Carpena, C. (1996). La nau de l'Estat: un tòpic mediterrani amb 4.000 anys d'història.
- Padro, Josep (1998). «Fouilles dans le secteur de la muraille méridionale à Héracleopolis Magna: la nécropole de la Première Période Intermédiaire.». Annales du Service des Antiquités de l'Égypte 73: 92-100.
- Padró, J.; Hamza, Mahmoud; Erroux-Morfin, M.; Subías, E.; Amer, Hassan Ibrahim; Gonzálvez, L.; Mascort, [M.] T. (1998). «Fouilles archéologiques à Oxyrhynchos, 1992-1994.».  En C. J. Eyre (ed.), ed. Proceedings of the Seventh International Congress of Egyptologists, Cambridge, 3-9 September 1995. Leuven: Peeters. pp. 823-828. ISBN 90-429-0014-8.
- Padró i Piedrafita, Josep (2008). «Missión archéologique à Oxyrhynchos, le documentaire.».  En Marguerite Erroux-Morfin, Josep Padró Parcerisa (eds.), ed. Oxyrhynchos, un site de fouilles en devenir: colloque de Cabestany, avril 2007. Barcelona: Publicacions de la Universitat de Barcelona. pp. 149-152.
- Padró, Josep (1999). Études historico-archéologiques sur Heracleopolis Magna: la nécropole de la muraille méridionale. Nova studia aegyptiaca 1. Barcelona: Societat Catalana d'Egiptologia / Universitat de Barcelona.
- Padró i Parcerisa, Josep (2004). «Excavaciones en Oxirrinco (1992-2002).».  En Alfonso Martín Flores, María Victoria López Hervás (eds.), ed. Españoles en el Nilo, I: Misiones arqueológicas en Egipto. Madrid: Museo de San Isidro. pp. 119-145. ISBN 84-7812-578-7.
- Padró, Josep; Ramon, Joan (2004). «Les amphores phéniciennes en Égypte et le commerce du vin.».  En Bernardette Menu (ed.), ed. La dépendance rurale dans l'antiquité égyptienne et proche-orientale. Le Caire: Institut français d'archéologie orientale. pp. 77-102. ISBN 2-7247-0383-9.
- Padró, J.; Hamza, Mahmud; Amer, Hassan Ibrahim; Mascort, M.; Subias, E.; Castellano, N.; Erroux-Morfin, M.; Xarrié, R. (2004). «Darreres intervencions al jaciment d'Oxirrinc (El-Bahnasa, Egipte).». Tribuna d'arqueologia. 2000-2001: 331-349.
- Padró i Parcerisa, Josep (2004). «Actividades arqueológicas llevadas a cabo en el yacimiento de Oxirrinco (Minia, Egipto).». Bienes Culturales 3: 111-118.
- Padró, J.; Hamza, Mah.; Amer, Hass. Ibrahim; Subías, E.; Mascort, M.; Castellano, N.; Erroux-Morfin, M. (2002). «Campañas del 2001-2002 en Oxirrinco (El-Bahnasa, Egipto).». Aula orientalis 20 (1-2): 147-161.
- Padró, J. (1993). «Review: Saleh, Mohamed and Hourig Sourouzian 1986. Die Hauptwerke im Ägyptischen Museum Kairo. Offizieller Katalog. Mainz: Philipp von Zabern.». Aula orientalis 11 (2): 266-267.
- Padró, J. (1993). «Review: Leclant, J. and G. Clerc 1972-1990. Inventaire bibliographique des Isiaca (IBIS): répertoire analytique des travaux relatifs à la diffusion des cultes isiaques, 1940-1969, 4 vols. Études préliminaires aux religions orientales dans l'Empire romain 18. Leiden: E. J. Brill.». Aula orientalis 11 (2): 263-264.
- Padró, J. (1992). «Review: Godron, Gérard 1990. Études sur l'Horus Den et quelques problèmes de l'Égypte archaïque. Cahiers d'Orientalisme 19. Genève: Patrick Cramer.». Aula orientalis 10 (2): 270-271.
- Padró, J. (1988). «Review: Chadefaud, Catherine 1982. Les statues porte-enseignes de l'Égypte ancienne (1580-1085 avant J.C.): signification et insertion dans le culte du Ka royal. Paris: [n.publ.].». Aula orientalis 6 (1): 111.
- Padró, J. (1988). «Review: Leclant, J. and G. Clerc 1972-1990. Inventaire bibliographique des Isiaca (IBIS): répertoire analytique des travaux relatifs à la diffusion des cultes isiaques, 1940-1969, 4 vols. Études préliminaires aux religions orientales dans l'Empire romain 18. Leiden: E. J. Brill.». Aula orientalis 6 (1): 118-119.
- Padró, Josep (2001). Les collections égyptiennes des musées de la Catalogne. Barcelona: Societat Catalana d'Egiptologia.
- Padro i Parcerisa, Josep (2008). «Els atzarosos inicis de l'Egiptologia a Catalunya.».  En Jaume Vivó, Javier Uriach (eds.), ed. La collecció Egípcia del Museu de Montserrat. Barcelona: Museu de Montserrat; Societat Catalana d'Egiptologia. pp. 25-36, 273-276, 327-330. ISBN 978-84-611-9807-8.
- Padró, Josep (2008). «Histoire du site d'Oxyrhynchos.».  En Marguerite Erroux-Morfin, Josep Padró Parcerisa (eds.), ed. Oxyrhynchos, un site de fouilles en devenir: colloque de Cabestany, avril 2007. Barcelona: Publicacions de la Universitat de Barcelona. pp. 7-22.
- Padró, Josep (1999). «Espania en Egipto.». Aula orientalis. 17-18: 483-492.
- Erroux-Morfin, Marguerite; Padró Parcerisa, Josep (2008). Oxyrhynchos, un site de fouilles en devenir: colloque de Cabestany, avril 2007. Nova studia aegyptiaca 6. Barcelona: Publicacions de la Universitat de Barcelona.
- Padró, Josep (2009). «Excavaciones en Oxirrinco.».  En Wafaa al- Sadiik, M. Carmen Pérez Die (eds.), ed. 120 años de arqueología española en Egipto. [Madrid]: Sociedad Estatal de Conmemoraciones Culturales; Ministerio de Cultura. pp. 66-73, 322-325. ISBN 978-84-96411-79-1.
- Padró, Josep; Amer, Hassan I.; Erroux-Morfin, Marguerite; Mascort, Maite; Hamza, Mahmoud (2007). «Découverte et premiers travaux à l'Osireion d'Oxyrhynchos.».  En Jean-Claude Goyon, Christine Cardin (eds.), ed. Proceedings of the Ninth International Congress of Egyptologists: Grenoble, 6-12 septembre 2004 2. Leuven: Peeters. pp. 1443-1454.
- Padró, Josep (2007). «Recent archaeological work.».  En A. K. Bowman, R. A. Coles, D. Obbink, N. Gonis, P. J. Parsons (eds.), ed. Oxyrhynchus: a city and its texts. A. K. Bowman (trans.). London: Egypt Exploration Society. pp. 129-138. ISBN 978-0-85698-177-7.
- Padró i Parcerisa, Josep (2006). Gramàtica de l'egipci clàssic. Nova studia aegyptiaca 2. Barcelona: La Garúa Libros.
- Amer, Hassan Ibrahim; Erroux-Morfin, Marguerite; Gonzálvez, Luis M.; Hamza, Mahmoud; Marí, Lluis; Piedrafita, Concepció; Pons, Esther; Mascort, Maite; Castellano, Núria; Subías, Eva; Martínez, José Javier; Xarrié, Roger; Padró i Parcerisa, Josep (2006). Oxyrhynchos I: Fouilles archéologiques à El-Bahnasa (1982 - 2005). Nova studia aegyptiaca 3. Barcelona: Universitat de Barcelona.
- Padró i Parcerisa, Josep; Mascort i Roca, Maite; Subías i Pascual, Eva; Castellano i Solé, Núria; Xarrié i Poveda, Roger (2005). «Últimos trabajos en Oxirrinco (El-Bahnasa, Egipto).».  En Josep Cervelló Autuori, Montserrat Díaz de Cerio Juan, David Rull Ribó (eds.), ed. Actas del Segundo Congreso Ibérico de Egiptología: Bellaterra, 12-15 de marzo de 2001. Barcelona: Aula Aegyptiaca. pp. 221-232.
- Padró, Josep (2003). «Le site d'Oxyrhynchos: rapport sur les travaux archéologiques menés depuis 1992.». Cadmo 13: 9-25.
- Padró, Josep (2002). «Rapport sur les collections égyptiennes des musées de la Catalogne et des îles Baléares.».  En Mamdouh Eldamaty, May Trad (eds.), ed. Egyptian museum collections around the world 2. Kairo: Supreme Council of Antiquities. pp. 885-896.
- Padró, Josep (2001). «La presence des Pheniciens en Égypte à l'époque libyenne.».  En Sydney H. Aufrère (ed.), ed. La vallée du Nil et la Méditerranée: voies de communication et vecteurs culturels. Actes du colloque des 5 et 6 juin 1998, Université Paul Valéry, Montpellier. Montpellier: Univ. Paul Valéry. pp. 127-150.
- Padró, Josep (2001). «La plata de Psusenes y la fecha de la fundación de Cádiz.».  En Josep Cervelló Autuori, Alberto J. Quevedo Álvarez (eds.), ed. …ir a buscar leña: estudios dedicados al Prof. Jesús López. Barcelona: Aula Aegyptiaca. pp. 155-159.
- Padró, Josep (2012). «La ciudad del pez de nariz puntiaguda .». Aula orientalis 30 (1): 177-183.
- Padro i Parcerisa, Josep (1998). Apunts de llengua egípcia clàssica: lliçons. Cuadernos de Egiptología Mizar 2. Joan Bertran i Reguera (ed.). Barcelona: Librería Mizar.
- Padró i Parcerisa, Josep (1998). «La recerca catalana i l'antic Egipte des d'Ali-Bey fins a Oxirrinc.».  En Salvador Costa i Llerda (ed.), ed. Egipte: primeres jornades d'historia antiga. Museu de Montserrat, 11 d'octubre 1997. Barcelona: Librería Mizar. pp. 17-31.
- Padró, Josep (2004). «Crónica de l'Egiptologia: 1816.». Nilus. Butlletí de la Societat Catalana d'Egiptologia 13: 25.
- Padró, Josep; Merino, Juan Antonio; Puvill, Marta (1997). «Bibliografia egiptològica ibèrica: 1989 i 1994.». Nilus. Butlletí de la Societat Catalana d'Egiptologia 6: 29-40.
- Cano, Pere Lluís; Padró, Josep; Vivó, Jaume; Porter, Miquel (1998). «Els tòpics de l'antic Egipte al cinema.». Nilus. Butlletí de la Societat Catalana d'Egiptologia 7: 15-23.
- Padró, Josep; Merino, Juan Antonio; Puvill, Marta (1998). «Bibliografia egiptològica ibèrica: 1988 i 1995.». Nilus. Butlletí de la Societat Catalana d'Egiptologia 7: 24-26.
- Padró, Josep; Merino, Juan Antonio; Puvill, Marta (1999). «Bibliografia egiptològica ibèrica: 1987 i 1996.». Nilus. Butlletí de la Societat Catalana d'Egiptologia 8: 14-16.
- Padró, Josep (1999). «Noticia sobre la campanya de la Missió Arqueològica d'Oxirrinc corresponent a l'any 1998.». Nilus. Butlletí de la Societat Catalana d'Egiptologia 8: 20-21.
- Padró, Josep (1997). «Crònica de l'Egiptologia 1804 - 1806.». Nilus. Butlletí de la Societat Catalana d'Egiptologia 6: 42.
- Padró, Josep (1998). «Crònica de l'Egiptologia 1807 - 1808.». Nilus. Butlletí de la Societat Catalana d'Egiptologia 7: 28.
- Padró, Josep (1999). «Crònica de l'Egiptologia 1809 - 1810.». Nilus. Butlletí de la Societat Catalana d'Egiptologia 8: 18-19.
- Cunchillos, Jesús-Luis; Elvira, Miguel Ángel; Llagostera, Esteban; Martín Valentín, Francisco; Padró, Josep; Pérez Die, María del Carmen; Sen, Felipe; Vázquez Hoys, Ana María; Gómez Espelosín, F. Javier; García Moreno, Luis A.; Pérez Largacha, Antonio (1992). De Narmer a Ciro (3150 a. C. - 642 d. C.). Aegyptiaca Complutensia / Ægyptiaca Complvtensia 1. Alcalá de Henares: Universidad de Alcalá de Henares, Servicio de Publicaciones.
- Baqués, Llorenç; Campillo, Domènec; Padró, Josep; Porta, Eduard; Xarrié, José Ma. (2000). «Les mòmies egípcies dels museus catalans i balears.». Nilus. Butlletí de la Societat Catalana d'Egiptologia 9: 3-34.
- Padró, Josep (2000). «El vintè aniversari del traspàs de Llorenç Baqués.». Nilus. Butlletí de la Societat Catalana d'Egiptologia 9: 50.
- Padró, Josep (2001). «Crònica de l'Egiptologia 1811-1812.». Nilus. Butlletí de la Societat Catalana d'Egiptologia 10: 50.
- Padró, Josep (2002). «Crònica de l'Egiptologia: de 1813 al 1814.». Nilus. Butlletí de la Societat Catalana d'Egiptologia 11: 37.
- Padró, Josep (2003). «Crónica de l'Egiptologia: de 1815.». Nilus. Butlletí de la Societat Catalana d'Egiptologia 12: 28.
- Padró, Josep (2011). «Crònica de l'Egiptologia: 1825-1826.». Nilus. Butlletí de la Societat Catalana d'Egiptologia 20: 30.
- Padró, Josep (2005). «La religió de l'Egipte faraònic: una introducció.». Nilus. Butlletí de la Societat Catalana d'Egiptologia 14: 15-22.
- Padró, Josep (2005). «Crónica de l'Egiptologia: 1817.». Nilus. Butlletí de la Societat Catalana d'Egiptologia 14: 35.
- Padró, Josep; Amer, Hassan Ibrahim; Castellano, Núria; Erroux-Morfin, Marguerite; Mascort, Maite; Pons, Esther; Subías, Eva (2006). «Memòria dels treballs arqueològics realitzats a Oxirrinc (El-Bahnasa, província de Mínia) durant la campanya de 2006.». Nilus. Butlletí de la Societat Catalana d'Egiptologia 15: 9-16.
- Padró, Josep (2006). «El Doctor Eduard Ripoll i l'Antic Egipte.». Nilus. Butlletí de la Societat Catalana d'Egiptologia 15: 17-21.
- Padró, Josep (2006). «Crónica de l'Egiptologia: 1818.». Nilus. Butlletí de la Societat Catalana d'Egiptologia 15: 35.
- Padró, Josep; Amer, Hassan Ibrahim; Castellano, Núria; Erroux-Morfin, Marguerite; Mangado, Luz; Martínez, José Javier; Mascort, Maite; Pons, Esther; Rodríguez, Núria; Subías, Eva (2007). «Memòria provisional dels treballs arqueològics duts a terme a Oxirrinc (El-Bahnasa, província de Mínia) durant la campanya de 2007.». Nilus. Butlletí de la Societat Catalana d'Egiptologia 16: 5-14.
- Padró, Josep (2007). «Crònica de l'Egiptologia: 1819-1820.». Nilus. Butlletí de la Societat Catalana d'Egiptologia 16: 31.
- Padró, Josep; Amer, Hassan Ibrahim; Castellano, Núria; Codina, Dolors; Erroux-Morfin, Marguerite; Mangado, Luz; Martínez, José Javier; Mascort, Maite; Pons, Esther; Saura, Marta; Subías, Eva (2008). «Memòria provisional dels treballs arqueològics realitzats al jaciment d'Oxirrinc (El-Bahnasa, província de Mínia) durant la campanya de 2008.». Nilus. Butlletí de la Societat Catalana d'Egiptologia 17: 3-16.
- Padró, Josep (2008). «Crònica de l'Egiptologia: 1821.». Nilus. Butlletí de la Societat Catalana d'Egiptologia 17: 31.
- Padró, Josep; Algorri, Eloy; Amer, Hassan Ibrahim; Campillo, Jordi; Castellano, Núria; Codina, Dolors; Erroux-Morfin, Marguerite; Mangado, Ma Luz; Martínez, José Javier; Mascort, Maite; Pons, Esther; Subías, Eva (2009). «Memòria provisional dels treballs realitzats en el jaciment d'Oxirrinc (El-Bahnasa, provincia de Mínia, Egipte) durant la campanya de 2009.». Nilus. Butlletí de la Societat Catalana d'Egiptologia 18: 3-27.
- Padró, Josep (2009). «El Sr. Josep de la Vega i Gómez (Barcelona, 1925-2008).». Nilus. Butlletí de la Societat Catalana d'Egiptologia 18: 30.
- Padró, Josep (2009). «Crònica de l'Egiptologia: 1822.». Nilus. Butlletí de la Societat Catalana d'Egiptologia 18: 37.
- Padró, Josep; Amer, Hassan Ibrahim; Campillo, Jordi; Castellano, Núria; Erroux-Morfin, Marguerite; Mangado, Luz; Martínez, José Javier; Mascort, Maite; Pons, Esther; Riudavets, Irene; Subías, Eva; Tillier, Anaïs (2010). «Informe preliminar dels treballs d'excavaciò i restauració realitzats al jaciment d'Oxirrinc (El-Bahnasa, Mínia) durant la campanya de 2010.». Nilus. Butlletí de la Societat Catalana d'Egiptologia 19: 3-16.
- Padró, Josep (2010). «Crònica de l'Egiptologia: 1823-1824.». Nilus. Butlletí de la Societat Catalana d'Egiptologia 19: 36.
- Padró i Parcerisa, Josep (1972). «Review: Bourguet, Pierre du 1971. Grammaire égyptienne: Moyen Empire pharaonique. Méthode progressive basée sur les armatures de cette langue. Louvain: Editions Peeters.». Boletín de la Asociación Española de Egiptología 8: 257-259.
- Padró, Josep (2006). «La Biblia como fuente de la historia de Egipto durante el segundo milenio.».  En G. del Olmo Lete, Lluís Feliu, Adeline Millet Albà (eds.), ed. Šapal tibnim mû illakū: studies presented to Joaquín Sanmartín on the occasion of his 65th birthday. Sabadell: Ausa. pp. 333-336. ISBN 84-88810-71-7.
- Trigger, Bruce G.; Kemp, Barry J.; O'Connor, David B.; Lloyd, Alan B.; Padró, Josep (1985). Historia del antiguo Egipto. Crítica Historia 37. Juan Faci (trans.). Barcelona: Crítica.
- Padró Parcerisa, Josep; Baquedano, Enrique (1983). «Saqqara: la necrópolis real de Menfis.». Revista de Arqueología 4 (26): 26-37.
- Padró, Josep (2014). «Apuntes sobre la religión de Oxirrinco en la baja época.». Aula orientalis 32 (1): 101-113.
- Padró, Josep; Algorri, Eloy; Amer, Hassan; Burgaya, Bernat; Castellano, Núria; Codina, Dolors; Aguizy, Ola El-; Erroux-Morfin, Marguerite; Goyon, Jean-Claude; Hamza, Mahmoud; Martínez, José Javier; Mascort, Maite; Perraud, Annie; Piedrafita, Concepció; Pons, Esther; Xarrié, Roger (2014). Oxyrhynchos III: La tombe No 1 à la Nécropole Haute. Nova studia aegyptiaca 8. Barcelona: Universitat de Barcelona.
- Padró, Josep; Hamza, Mahmoud (2014). «La Nécropole Haute, le site de El-Bahnasa et la zone de la tombe No 1.».  En Hassan Amer, Ola El- Aguizy, Marguerite Erroux-Morfin, Jean-Claude Goyon, Mahmoud Hamza, Josep Padró, Concepció Piedrafita, Esther Pons, Maite Mascort, Núria Castellano, Annie Perraud, José Javier Martínez, Roger Xarrié, Dolors Codina, Bernat Burgaya, Eloy Algorri (eds.), ed. Oxyrhynchos III: La tombe No 1 à la Nécropole Haute. Barcelona: Universitat de Barcelona. pp. 13-20. ISBN 978-84-475-3842-3.
- Padró, Josep (2014). «La tombe numéro 1: description de son contenu en 1992.».  En Hassan Amer, Ola El- Aguizy, Marguerite Erroux-Morfin, Jean-Claude Goyon, Mahmoud Hamza, Josep Padró, Concepció Piedrafita, Esther Pons, Maite Mascort, Núria Castellano, Annie Perraud, José Javier Martínez, Roger Xarrié, Dolors Codina, Bernat Burgaya, Eloy Algorri (eds.), ed. Oxyrhynchos III: La tombe No 1 à la Nécropole Haute. Barcelona: Universitat de Barcelona. pp. 21-33. ISBN 978-84-475-3842-3.
- Amer, Hassan; Erroux-Morfin, Marguerite; Padró, Josep (2014). «La chapelle funéraire de Heret.».  En Hassan Amer, Ola El- Aguizy, Marguerite Erroux-Morfin, Jean-Claude Goyon, Mahmoud Hamza, Josep Padró, Concepció Piedrafita, Esther Pons, Maite Mascort, Núria Castellano, Annie Perraud, José Javier Martínez, Roger Xarrié, Dolors Codina, Bernat Burgaya, Eloy Algorri (eds.), ed. Oxyrhynchos III: La tombe No 1 à la Nécropole Haute. Barcelona: Universitat de Barcelona. pp. 34-42. ISBN 978-84-475-3842-3.
- Amer, Hassan; Erroux-Morfin, Marguerite; Padró, Josep (2014). «Inscriptions du sarcophage de Heret (No 1).».  En Hassan Amer, Ola El- Aguizy, Marguerite Erroux-Morfin, Jean-Claude Goyon, Mahmoud Hamza, Josep Padró, Concepció Piedrafita, Esther Pons, Maite Mascort, Núria Castellano, Annie Perraud, José Javier Martínez, Roger Xarrié, Dolors Codina, Bernat Burgaya, Eloy Algorri (eds.), ed. Oxyrhynchos III: La tombe No 1 à la Nécropole Haute. Barcelona: Universitat de Barcelona. pp. 43-56. ISBN 978-84-475-3842-3.
- Amer, Hassan; Erroux-Morfin, Marguerite; Padró, Josep; Goyon, Jean-Claude (2014). «Inscriptions murales de la chapelle funéraire de Heret.».  En Hassan Amer, Ola El- Aguizy, Marguerite Erroux-Morfin, Jean-Claude Goyon, Mahmoud Hamza, Josep Padró, Concepció Piedrafita, Esther Pons, Maite Mascort, Núria Castellano, Annie Perraud, José Javier Martínez, Roger Xarrié, Dolors Codina, Bernat Burgaya, Eloy Algorri (eds.), ed. Oxyrhynchos III: La tombe No 1 à la Nécropole Haute. Barcelona: Universitat de Barcelona. pp. 57-68. ISBN 978-84-475-3842-3.
- Padró, Josep (2014). «Inventaire des autres éléments épigraphiques de la tombe No 1.».  En Hassan Amer, Ola El- Aguizy, Marguerite Erroux-Morfin, Jean-Claude Goyon, Mahmoud Hamza, Josep Padró, Concepció Piedrafita, Esther Pons, Maite Mascort, Núria Castellano, Annie Perraud, José Javier Martínez, Roger Xarrié, Dolors Codina, Bernat Burgaya, Eloy Algorri (eds.), ed. Oxyrhynchos III: La tombe No 1 à la Nécropole Haute. Barcelona: Universitat de Barcelona. pp. 103-106. ISBN 978-84-475-3842-3.
- Padró, Josep (2014). «Les sarcophages 2 à 16 de la tombe numéro 1.».  En Hassan Amer, Ola El- Aguizy, Marguerite Erroux-Morfin, Jean-Claude Goyon, Mahmoud Hamza, Josep Padró, Concepció Piedrafita, Esther Pons, Maite Mascort, Núria Castellano, Annie Perraud, José Javier Martínez, Roger Xarrié, Dolors Codina, Bernat Burgaya, Eloy Algorri (eds.), ed. Oxyrhynchos III: La tombe No 1 à la Nécropole Haute. Barcelona: Universitat de Barcelona. pp. 81-101. ISBN 978-84-475-3842-3.
- Padró, Josep (2014). «Quelques remarques finales sur la tombe No 1.».  En Hassan Amer, Ola El- Aguizy, Marguerite Erroux-Morfin, Jean-Claude Goyon, Mahmoud Hamza, Josep Padró, Concepció Piedrafita, Esther Pons, Maite Mascort, Núria Castellano, Annie Perraud, José Javier Martínez, Roger Xarrié, Dolors Codina, Bernat Burgaya, Eloy Algorri (eds.), ed. Oxyrhynchos III: La tombe No 1 à la Nécropole Haute. Barcelona: Universitat de Barcelona. pp. 155-157. ISBN 978-84-475-3842-3.
- Padró, Josep (2014). «Les tombes 2 à 8 de la Nécropole Haute: introduction.».  En Hassan Amer, Ola El- Aguizy, Marguerite Erroux-Morfin, Jean-Claude Goyon, Mahmoud Hamza, Josep Padró, Concepció Piedrafita, Esther Pons, Maite Mascort, Núria Castellano, Annie Perraud, José Javier Martínez, Roger Xarrié, Dolors Codina, Bernat Burgaya, Eloy Algorri (eds.), ed. Oxyrhynchos III: La tombe No 1 à la Nécropole Haute. Barcelona: Universitat de Barcelona. pp. 159-163. ISBN 978-84-475-3842-3.
- Padró Parcerisa, Josep; Nur el-Din, Abdel-Halim (2019). Historia del Egipto faraónico. El Libro Universitario (2nd edición). Madrid: Alianza.
- Padró, Josep (2015). «Grabados rupestres inéditos de Masmas, Baja Nubia (Egipto).». Aula orientalis 33 (1): 63-78.
- Padró, Josep (1999). Historia del Egipto faraónico. El Libro Universitario 9. Madrid: Alianza.
- Padró i Parcerisa, Josep (2012). «Memoria de los trabajos de excavación y restauración realizados en el yacimiento de Oxirrinco (El-Bahnasa, Mínia): campaña octubre-noviembre-diciembre de 2010 y enero de 2011.». Informes y trabajos 7: 46-58.
- Padró, Josep; Amer, Hassan I.; Castellano, Núria; Erroux-Morfin, Marguerite; Mangado, Mª Luz; Martínez, José Javier; Mascort, Maite; Pons, Esther; Rodríguez, Núria; Subías, Eva (2008). «Trabajos arqueológicos realizados en Oxirrinco (El Bahnasa, provincia de Minia) durante la campaña de 2007.». Informes y trabajos 1: 25-31.
- Amer, Hassan; Erroux-Morfin, Marguerite; Mangado, Mari Luz; Pons, Esther; Mascort, Maite; Castellano, Núria; Subías, Eva; Martínez, José Javier; Saura, Marta; Codina, Dolors; Encinas, Laia; Padró Parcerisa, Josep (2009). «Oxirrinco (El Bahnasa-Egipto): memoria provisional de los trabajos realizados en el yacimiento durante la campaña de 2008.». Informes y trabajos 3: 29-38.
- Xarrier, Roger; Codina Reina, Dolors; Burgaya, Bernat; Algorri, Eloy; Padró i Parcerisa, Josep (2011). «Trabajos de excavación realizados en el yacimiento de Oxirrinco (El-Bahnasa, provincia de Mínia, Egipto) durante la campaña de 2009 (octubre-diciembre).». Informes y trabajos 5: 36-45.
- Padró, Josep; Amer, Hassan; Campillo, Jordi; Codina, Dolors; Erroux-Morfin, Marguerite; Martínez, José Javier; Mascort, Maite; Pons, Esther; Riudavets, Irene; Burgaya, Bernat (2012). «Trabajos arqueológicos y de restauración realizados en el yacimiento arqueológico de Oxirrinco (El-Bahnasa, Minia, Egipto), durante la campaña de 2011-2012.». Informes y trabajos 9: 124-142.
- Padró, Josep (2010). «El mal, el pecado y el castigo en el antiguo Egipto.». Cadmo 20: 11-28. doi:10.14195/0871-9527_20_1.
- Amer, Hassan; Coulon, Laurent; Erroux-Morfin, Marguerite; Goyon, Jean Claude; Padró, Josep; Martínez, José Javier; Burgaya, Bernat; Algorri, Eloy; Campo, Marta; Mascort, Maite (2018). Oxyrhynchos IV: L'Osireion d'Oxirrinc. Nova studia aegyptiaca 10. Barcelona: Universitat de Barcelona.
- Padró, Josep (2018). «Una via processional de la ciutat a l'Osireion d'Oxirrinc.».  En Hassan Amer, Laurent Coulon, Marguerite Erroux-Morfin, Jean Claude Goyon, Josep Padró, Maite Mascort, José Javier Martínez, Bernat Burgaya, Eloy Algorri, Marta Campo (eds.), ed. Oxyrhynchos IV: L'Osireion d'Oxirrinc. Barcelona: Universitat de Barcelona. pp. 237-239.